# Xylocopa parvula
Xylocopa parvula är en biart som beskrevs av Rayment 1935. Xylocopa parvula ingår i släktet snickarbin, och familjen långtungebin. Inga underarter finns listade i Catalogue of Life.

## Bildgalleri

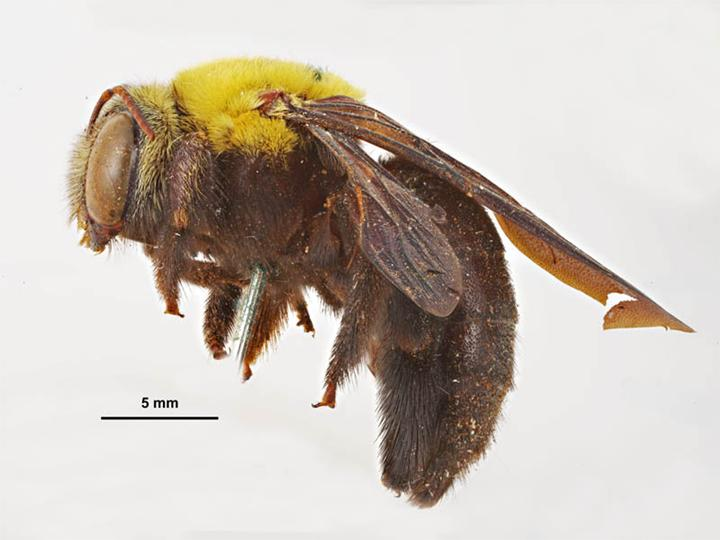